# 妖怪少女 -モンスガ-
『妖怪少女 -モンスガ-』（ようかいしょうじょ モンスガ）は、ふなつかずきによる日本の漫画作品。『週刊ヤングジャンプ』（集英社）2014年14号から2017年30号まで連載。
連載前には「もももけmini」のタイトルで2012年に4コママンガの短編が2話、「もももけsuper」のタイトルで読み切りが描かれた。
話数カウントは「第○怪」。

## あらすじ
幼い頃から強い霊感を持つ西水流八喜は秋葉原のジャンクパーツ屋で働くフリーター。ある日、美少女の綾辻轆花とひょんなことから急接近するが、彼女はろくろ首の妖怪だった。八喜は妖怪の起こす騒動に巻き込まれていく。

## 登場人物

### 主要人物
西水流 八喜（にしずる やつき）
本作品の主人公。20歳。
秋葉原の雑貨屋で働くフリーターの彼女いない歴＝年齢の童貞。常連のように通い詰めるメイド喫茶「ぴなふぉあ」のメイドのもるに恋心を抱く。祖父が大家を務めるアパートに一人暮らしで、そのすぐ隣の「母屋」と呼んでいる実家には妹の虹緒と祖父が住んでいる。
子供の頃から強い霊感があり、悪霊を匂いでかぎわける能力を持つ。幽霊は見たことあるが妖怪までは見たことがないため、轆花に出会うまで信じていなかった。
6年前から幽体離脱をしてしまっている虹緒を元に戻すため、梛の妖怪退治の仕事を手伝うことを決めた。やがて、数々の妖怪との戦い、それに伴う仲間との出会いを経て「人間と妖怪の架け橋になる」事を決意する。
霊能力者としての潜在能力も高いがそれ以上に人間離れしたタフさがあり、対柿男戦では岩をも砕く柿男の蹴りを心臓に受けても立っていられるほど。
主な武器は御神木で作られた木刀。また、垂れ流し状態だった霊力を拳に籠めて殴るなど肉弾戦もこなすようになる。更に、自らの血と妖怪の「霊体（エーテル）」を融合し、その妖怪を武器と変えた状態で自らと一体化させられる「霊子合体」の力を第13話で発現させてからは、手強い相手にはその能力を用いて戦っている。
綾辻 轆花（あやつじ ろっか）
メインヒロインの一人。身長:152cm スリーサイズ:B86（Gカップ）・W60・H84
その正体はろくろ首で、自称16歳の巨乳美少女妖怪。実年齢は不詳。八喜のことを「ジャンク屋さん」と呼んでいる。
体調不良で八喜の家を訪れて以来住み着くようになる。人を驚かして出る「驚気（おどろき）」を食べて生きているが、それが原因で八喜に虹緒の魂を食べられるのではないかと誤解され家を飛び出してしまう。その後、街で見かけた八喜を心配して後をつけ、柿男に殺されかけている八喜を助け出し和解する。そのまま八喜のアパートに同棲することとなった。見た目が高校生ということもあり、補導を心配した梛が知り合いの理事長がいる女子高校に転入させる。
性格はやや天然ボケ気味。また見かけによらずかなりの大食い。語尾に「～です」と付ける口調で話し、「ぱにゃにゃん」という独特の口癖を持つ。八喜の事が好きで、自称「八喜の彼女」。しかし今のところ李一筋な八喜にはあまり相手にされていない。
戦闘力は低めだが、長く伸ばした首で相手を拘束するのが得意。八喜と霊子合体すると有線式のロケットアームと化し、八喜の左腕に装着される。
千歳屋 李（ちとせや もも）
メインヒロインの一人。千歳屋梛の妹。16歳。身長:154cm スリーサイズ:B88・W58・H82
八喜が通うメイド喫茶「ぴなふぉあ」のメイド。メイドで働いているときの名前は「もる」。八喜の事は「ヤッキーさん」と呼んでいる。
妖怪に取り憑かれやすい体質の持ち主で、柿男や友人の相澤京に取り憑いた河童に襲われるなど度々妖怪がらみの事件に巻き込まれる。しかし、自身が「妖怪はロマン」と言う程の妖怪ラブなため、轆花やニアが妖怪だと言われても驚くどころか喜んで受け入れる。学校では非常に地味なオタク女子でBL好きでもある。梛曰くホモ好きで3次元の男に興味がないらしい。
当初は自身に向けられる八喜の好意に全く気付かず、それどころか八喜は姉の椰の事が好きなんだと勘違いしていた。しかし第84話で椰から八喜が自分に惚れている事を聞かされたのをきっかけに、八喜への好意を自覚する。
西水流 虹緒（にしずる ななお）
八喜の妹。身長:140cm スリーサイズ:B73・W53・H74
原因不明の理由で、6年間幽体離脱の状態になっている。肉体及び霊体は成長して14歳相当になっているが、精神年齢は8歳のまま。それ故に性格は天真爛漫そのもので、皆と一緒に風呂に入ろうとして平気でその場で素っ裸になる事もしばしば。
幽体離脱後は生霊となり八喜のアパートに住んでいる。6年間一人ぼっちだったが轆花といちゑが住むようになって友達になった。アパートの外にも出られるためいちゑと出掛けたり海に行ったりと制限はない。また、肉体を着せかえることで霊魂も着替えることが可能。
人形神や理載曰く「肉体と霊体の間に大きな障壁がある」状態で、それを越えられるだけの霊力が無ければ肉体へは戻れないらしい。

### 妖怪少女（モンスターガール）
真壁 いちゑ（まかべ いちえ）
正体はぬり壁。通称「いっちゃん」。身長:115cm スリーサイズ:B56・W51・H58
轆花とは元々友達同士で、第6話の人形神捕獲の際に初登場した。自称二百歳以上。一人称は「儂」で口調も老人そのものだが、おねしょをするなど見た目通り行動も子供そのもの。壁を作る際「ぬりーっ！！」と言うため正体がすぐにばれてしまう。また足元が弱点なためそれを知っている梛に簡単に負けてしまい、それ以来八喜や轆花と共に妖怪退治を手伝っている。虹緒と特に仲が良く、生霊の状態である彼女が寂しい思いをしないよう常に気遣っている。
八喜の事は「小僧」呼ばわりしていたが、彼に厘とのわだかまりを解かれてからは名前で呼ぶようになり、特別な好意も抱き始めた模様。
八喜と霊子合体すると巨大なロボットの様な姿になり、動きはかなり鈍いものの鉄壁の防御を誇る。
鈴鳴 ニア（すずなり にあ）
年齢不詳。身長:156cm スリーサイズ:B82・W56・H84
轆花や李が通う高校の生徒。容姿端麗、成績優秀、運動神経抜群と完璧美少女。その正体は猫又であり、鋭い爪を使った斬撃が得意。
尻尾が出る際パンツの後ろの穴から出すため轆花からは「穴あきパンツちゃん」と呼ばれている。水着でも同じようなアンダーを着用している。性格は基本的にクール。でもその反面、根は照れ屋でテンパると猫口調が混じったり、美味しすぎるものを食べると感激の余り涙を流すといった可愛らしい一面を持つ。元が猫のため水が苦手。元々は「香苗」という名の人間の少女に飼われていた普通の猫で、香苗が強盗の凶刃から自分を庇って死んだのをきっかけに妖怪と化した。この事件以来、「自分は他人を不幸にする」という恐怖を抱え込み、誰とも必要以上に関わらないよう努めてきた。
出会った時から轆花の正体が妖怪だと分かっており自身の正体がばれてると思い距離を置いていたが、轆花が街で出会った傷ついた黒猫を看病するためアパートに持ち帰った時に八喜によって猫又だとばれてしまう。傷は空神（そらがみ）と呼ばれる上位妖怪を模した人形と、それを操る傀儡師の少女フィオーレに付けられたもので、ニアはフィオーレにペットになるように迫られていた。
学校で轆花に正体を追及されている際に空神に襲撃されピンチに陥り、八喜や轆花達の協力もありなんとか空神を撃退するも、寝床が人間達にばれてしまったため、そして前述のトラウマもあり街を去ろうとする。しかし轆花の説得もありニアは八喜の母屋に住まわせる事となり、そのまま八喜達の妖怪退治の協力をすることとなる。
糸重 姫瑠依（いとしげ きるえ）
見た目年齢15歳くらいの美少女。通称「姫ちゃん」。スリーサイズ:B78・W56・H82
カッパ・ザ・リッパー事件の際に警察に犯人と疑われた八喜を助けた女の子。助けてくれた時八喜が全裸だったため服を買い与えている。そのお礼も兼ねて八喜が服代を返した際に、彼をデートに誘った。格闘ゲームが大好きであり、食事に立ち寄ったカレー屋では隣の格闘ゲームの話に入ろうとしたりエアーでコントローラーを握るなど可愛い一面を見せる。しかし、その正体は絡新婦で目的は霊能力者を食べるためであり自分の部屋に結界を作り八喜を襲う。その後八喜を瀕死まで追い詰めるが八喜と轆花の霊子合体によって返り討ちにあう。
後に八喜と再会した時は、八喜達に敗北して以来人間は喰らっていないという多少の更生を見せる。その直後GCUPの幸村によって瀕死の重傷を負わされるも、八喜が無意識の内に送り込んだ霊力によって一命をとりとめた。第83話で「血に塗れた自分に日の当たる場所は似合わない」と皆の前から姿を消そうとするが、八喜に説得され留まった。現在は八喜に明確な好意を抱き、彼を「ダーリン」と呼び積極的なアタックを頻繁に仕掛ける。
蜘蛛の八本肢を使った恐ろしくキレのある蹴りや、糸を使った捕縛や無限に続く巣（結界）を張れる能力を持つ。

### 妖怪退治の関係者
千歳屋 梛（ちとせや なぎ）
李の姉。年齢は不詳。身長:165cm スリーサイズ:B88・W58・H86
メイド喫茶「ぴなふぉあ」と同じビルに入っているコスプレ占い「Zoramagica」の占い師。八喜同様霊能力者で仕事柄妖怪退治や悪霊退治を行っている。八喜と同じように悪霊を匂いでかぎ分ける描写がある。幽霊をひきつける体質の妹を心配して八喜に妖怪退治を手伝うように依頼する。性格はクールで冷静沈着。八喜や轆花達を「駒」、「手下（または下僕）」と言い放つ女王様気質の持ち主。しかしちゃんと彼等の事は常に気遣い見守っている。
直接戦う描写はないが河童を祓ったり、上級妖怪の空神を殺気だけで退けたり、スマホに表示された魔法陣で無数の妖怪を召喚したりと非常に強い力を持っている。
その正体は妖狐であり、蘇芳白蓮大神である。普段は人の姿で李と二人暮らしをしている。山中で野槌に襲われているところを気まぐれで追い払い唯一生存していた赤子の李を引き取って育てた。両親はその際に亡くなったと思われ、おそらく野槌も妖狐も李に引き寄せられたと思われる。
柿ノ木 実男（かきのき みつお）
宮城県仙台市に伝わる妖怪柿男、またの名をタンタンコロリン。見た目は40～50歳位のマッチョかつダンディーな男性だが、体には拘束具とかなりの変態。しかも超がつくほどのドMである。自身の尻の穴を串でほじれと言い、その通りにするとその串を舐めろと言ってくる。恐る恐る舐めるとその串は非常に甘いらしい。
李に取り憑いていたところを八喜と轆花によって倒された後は、梛の下僕（または椅子）となり彼女を「社長」と呼び付き従っている。なお、椰の下僕になってからは執事服を着用するようになった。八喜の事は敗北した後も「いつか殺す」と敵視しているが、姫瑠依の件では（当人は頑なに否定していたが）心配するような素振りを見せていた。妖怪としての矜持やプライドは高く、八喜だけでなく轆花などに対しても高圧的に接する反面、上司の椰にだけは頭が上がらない。
妖怪としての格はさほどではないらしいが戦闘力は極めて高く、鍛え抜かれた肉体から繰り出す打撃はかなりのもの。
四条院 ドルチェ&カッパーニャ（しじょういん ドルチェ アンド カッパーニャ）
カッパ人形の人形神（ひんながみ）で、またの名は「カッパ・ザ・リッパー」。かなり口が悪い。
元は千体ものぬいぐるみをコレクションしていた資産家の娘を主に持ち、彼女がイジメっ子にお気に入りの服を切り刻まれ泣いていた時に誕生した。娘は報復としてイジメっ子の服を同じように切り刻む事を人形神に願ったが、その代償として事故に遭った挙句苦しみ抜いて死んでしまう。その様を見た人形神は人間の脆弱さに失望し、主を持たないフリーランスの人形神になった。
初登場時はカミソリを使い、女性の服だけ切り裂く事件を起こしていた。轆花といちゑに捕らえられた後に八喜との勝負に負けて、以降は妖怪退治の仕事を手伝う事となる。
相澤 京（あいざわ けい）
轆花や李が通う高校の生徒。身長:156cm スリーサイズ:B76・W55・H82
ショートカットの似合う空手家少女。一人称は「ボク」。李とは小学校からの付き合いで親友関係。部員の娘達と祖父の実家に遊びに行った時、裏の川で泳ぐために水着に着替えようとした際に、誰も見ていないと思って全裸になったところを雌の河童に取り憑かれる。女の子が好きで李のことを幼少のころからずっと好きでいる。その一途な思いを河童に利用され李を襲ってしまう。梛にお祓い（封印）されたあと李に思いを打ち明け和解する。
真倉崎 理載（まくらざき りさい）
正体は枕返し。外見は中学生位の美少年。光の宿っていない虚ろな目をしている。
人間の魂を抜き取る、または魂と肉体を繋ぐ道をつくる能力を持っていて、虹緒を肉体に戻す手掛かりとして椰が連れて来た。 虹緒に肉体と霊体の間にある障壁を越えられるだけの霊力を与えるため、八喜達が他の妖怪から奪ってきた霊子エネルギーを虹緒に渡す役目を担う。
虹緒に一目惚れしたのもあり協力してくれてはいるが、本心では「永遠に今の美しい姿のままでいでほしい」と思っているため、虹緒の魂が肉体に戻れてもその後再度離魂（りこん）させようと目論んでいる。
六徳寺 鶴妓（りっとくじ つるぎ）
スタイル抜群の18歳の美少女。身長:158cm スリーサイズ:B87・W59・H85
代々守人に仕えてきた京都の寺の娘。守人の血でできた「結血珠（けつけつじゅ）」を用いて霊子合体が可能。ただし、妖怪に対する考え方は八喜とは違い、仲間の妖怪を「使役妖怪」と呼び、装備・物として扱っている。幼い頃から修行を行ってきただけあってかなりの強さを誇り、初登場時はGCUPの京都支部を壊滅させている。
守人に会うために使役妖怪達と共に秋葉原を訪れ、そこで偶然出会った八喜が自分の血で霊子合体を行うのを見て「守人様の正当後継者」だと思い込み、彼を「八喜様」と呼ぶようになる。「八喜に認められれば守人様に会わせてもらえる」と更に勘違いしたまま半ば強引に八喜の家に転がり込む。
問覚 須臾（とおぼえ しゅゆ）
正体は妖怪覚(さとり)。糸目の青年。五十余年の長きに亘り六徳寺家に仕えており、鶴妓の事は彼女が子供の頃から面倒を見ている。そのため鶴妓への忠誠心は強く、鶴妓に対し無礼な態度を取りがちな九十輪とは犬猿の仲。
鶴妓と霊子合体するとヘッドギアに姿を変え、相手の思考が音声となり鶴妓に伝わる。最も得意とするのは相手に思考が生まれる中距離戦だが、考える前に攻撃せざるを得ない近接戦は苦手。
鎌数 斬子（かまかず きりこ）
身長:158cm スリーサイズ:B79・W58・H84
正体は妖怪鎌鼬。常に冷静な女性妖怪。須臾と同じく六徳寺家に長年仕えている古株（推定年齢80歳）で、鶴妓の事は彼女が子供の頃から知っている。
鶴妓と霊子合体すると巨大な刃に変わり、鶴妓の左腕に装着される。
小動物（鼬と猫）同士、ニアと仲が良いらしい。
九十輪 陵運（つくわ りょううん）
正体は妖怪輪入道。見た目は強面の大男。短気で喧嘩っ早い性格で、自分達を物として扱う鶴妓には多少の不信、不満感を抱いている。その辺りから須臾とは馬が合わず、彼の事は「糸目野郎」と呼んでいる。プリンが好物。
鶴妓と霊子合体すると、巨大な車輪に変わる。戦闘時は炎を使った遠・中距離攻撃と、己の車輪の体を使ったスピード攻撃を駆使して戦う。他にも前述の己の能力をフルに活かすための円形状の結界「車輪環」を張る事が出来る。
肉丸 為一（にくまる ためいち）
正体は妖怪ぬっぺふほふ。小太りの大食い男。基本的に食べる事しか頭にないような素振りを見せる。
鶴妓と霊子合体するとジェル状に変わり彼女の身体に纏わり付き、打撃や斬撃が通用しなくなる。

### GCUP
正式名称はThe Laboratory of Global Contemporary Unscientific Phenomenon = 国際現代非化学現象研究所。LTP（Low Temperature Plasma = 低温プラズマ）を使用した武器を用いてアブセンス（Absence、存在しないもの = 妖怪）退治を行っている。ただし、八喜と違いアブセンスであれば善悪を問わず問答無用に狩り出し、八喜自身をも後述の理由で狙っているため、単なるライバルではなく敵対組織として扱われている。
人間社会を守る名目で結成された組織であるため、基本的に人間に危害を与えることはしないが、八喜や梛、鶴妓のようにアブセンスを使役している者に対しては、アブセンス同様容赦無く狩り出す姿勢である。
Aクラス以上の妖怪（アブセンス）専門の討伐隊は「Gハウンド」と呼ばれ、ハウンドのトップ集団である。

#### 東京本部
北穣 櫻子（ほうじょう さくらこ）
28歳。身長:158cm スリーサイズ:B78・W58・H84
八喜をスカウトしに来たHRD（人事部）の女性。元B級ハウンド。社名と違って自身はBカップなのを気にしている。梛と古くからの因縁がある模様。
城 厘（きずき りん）
幸村に師事している新米ハウンドの少年。18歳。スケボー型の武器と、近接戦用のサバイバルナイフを操る。
8年前にいちゑと出会い友達となるが、その際に起こった事件で姉の沙耶をいちゑに殺されたと思い込んでいた。霊子合体した八喜といちゑに敗れた後に、ずっと自分の側にいた沙耶の霊の存在を知らされた事で誤解が解けた。
新谷 優吾（あらや ゆうご）
SS級ハウンドでGハウンドのリーダー。剣術の達人。一度寝ると中々目を覚まさず、初登場の時も「寝坊したから」という理由で遅れてきた。
西水流兄妹とは昔からの知り合いで、特に八喜とは同じ「見える」人間同士なのもあり、小学生の頃からの大親友だった。中学の頃に突然引っ越しそれっきりだったが、GCUPの一員として八喜の前に現れ彼を殺そうとする（優吾曰く「虹緒を肉体に戻すため」）。
幸村 淳正（ゆきむら じゅんせい）
A級のGハウンドメンバー。ホストを思わせる美形の優男。「断罪の鞭刀（コンビクションメジャー）」という伸縮自在の鞭を使う。
他人の身長・体重・スリーサイズなどを目測で正確に測れる特技を持つ。自身のパーソナルスペースである1m12cm5mm以内に入られる事を嫌い、その領域を侵されるとキレて手が付けられなくなる。
梧桐 竜仁（ごどう りゅうじ）
A級のGハウンドメンバー。顔に無数の傷を持つ筋骨隆々の大男。2万度のプラズマの弾丸を放つ「PG208（プラズマガン）」を使う。
相良 妹紅（さがら もこ）
A級のGハウンドメンバー。通称「MOCO」。鋭い目つきと牙の様な歯が特徴的。かなり小柄な体格。性別は女性だが、一人称は「俺様」で口調も男言葉。
桐谷 亜依（きりたに あい）
22歳。身長:160cm スリーサイズ:B100・W65・H89
A級のGハウンドメンバー。通称「ギガパイ」。身の丈以上もある大剣を操る。
妹紅と行動を共にするシーンが多い反面、その妹紅からは邪険にされがち。普段はおっとりしているが、一度泣き出すと大暴れしだして手が付けられない。
傳法谷 千（でんぽうや ゆき）
S級のGハウンドメンバー。凄腕のスナイパー。感情を殆ど表に出さない機械的な印象の女性。
仁村 最次（にむら さいじ）
B級ハウンド。粗野で下品な態度から他のメンバーからも快く思われていない。鶴妓を倒してGハウンド入りを狙うが、あっけなく秒殺された。
萼嗣稊 宝咏（がくじし ほうえい）
新谷に天狗を倒すための鬼の力と髭切りを与えた人物。梛とは顔なじみらしい。

#### 静岡支部
黒崎 垓斗（くろさき かいと）
GCUP静岡支部のハウンドリーダー。斬子と九十輪の二人相手に互角に戦うなど、Gハウンド入りが確実視されている程の実力者。
一ノ瀬 美羅（いちのせ みら）
静岡支部のハウンド。ニア曰く「マゾ淫乱女」。
三知神 英俊（みちかみ ひでとし）
LTPボムドローンを操る。
朝比奈（あさひな ）
弓使い。
中原（なかはら ）
静岡支部のハウンド増援部隊。額の左に傷がある。

### その他
空神（そらがみ）
正体は大天狗。フィオーレの面倒を見ている。空気を自在に操り、派生して雷を作り出すこともできる。
フィオーレ
またの名を皇白の傀儡師フィオーレ、本名は横溝花子。10歳。身長:132cm スリーサイズ:B62・W49・H63
守人（もりびと）
正体は秋葉三尺坊大権現。昔死にかけていた八喜に血を分け、不思議な力を与えた張本人。
妖狐（ようこ）
またの名を蘇芳白蓮大神。

## 書誌情報
- ふなつかずき 『妖怪少女 -モンスガ-』 集英社〈ヤングジャンプ・コミックス〉、全14巻
  1. 2014年7月23日発行（7月18日発売[集 1]）、ISBN 978-4-08-879869-1
  2. 2014年10月22日発行（10月17日発売[集 2]）、ISBN 978-4-08-890030-8
  3. 2015年1月24日発行（1月19日発売[集 3]）、ISBN 978-4-08-890099-5
  4. 2015年4月22日発行（4月17日発売[集 4]）、ISBN 978-4-08-890143-5
  5. 2015年7月22日発行（7月17日発売[集 5]）、ISBN 978-4-08-890228-9
  6. 2015年10月24日発行（10月19日発売[集 6]）、ISBN 978-4-08-890273-9
  7. 2016年1月24日発行（1月19日発売[集 7]）、ISBN 978-4-08-890341-5
  8. 2016年4月24日発行（4月19日発売[集 8]）、ISBN 978-4-08-890390-3
  9. 2016年7月24日発行（7月19日発売[集 9]）、ISBN 978-4-08-890537-2
  10. 2016年10月24日発行（10月19日発売[集 10]）、ISBN 978-4-08-890538-9
  11. 2017年1月24日発行（1月19日発売[集 11]）、ISBN 978-4-08-890575-4
  12. 2017年4月24日発行（4月19日発売[集 12]）、ISBN 978-4-08-890627-0
  13. 2017年6月24日発行（6月19日発売[集 13]）、ISBN 978-4-08-890683-6
  14. 2017年7月24日発行（7月19日発売[集 14]）、ISBN 978-4-08-890703-1